# Санина, Юлия Александровна
Ю́лия Алекса́ндровна Са́нина (укр. Ю́лія Олекса́ндрівна Са́ніна, в девичестве Голова́нь; род. 11 октября 1990, Киев, УССР) — украинская певица, автор песен, фронтвумен украинской группы The Hardkiss.

## Биография
Юлия Головань родилась 11 октября 1990 года в Киеве в семье музыкантов. В трёхлетнем возрасте впервые спела на сцене в сопровождении ансамбля, которым руководил её отец. Затем выступала с песнями различных стилей в детских шоу-группах. Выступала сольно и в составе джазовой группы.
В 2005 году Юлия окончила детскую музыкальную школу джазового и эстрадного мастерства, затем поступила в институт филологии Киевского национального университета имени Тараса Шевченко (который окончила в июне 2013 года с дипломом магистра по специальности фольклористика). Во время учёбы в институте также увлекалась журналистикой.
С 2006 по 2008 год солистка группы Sister Siren.

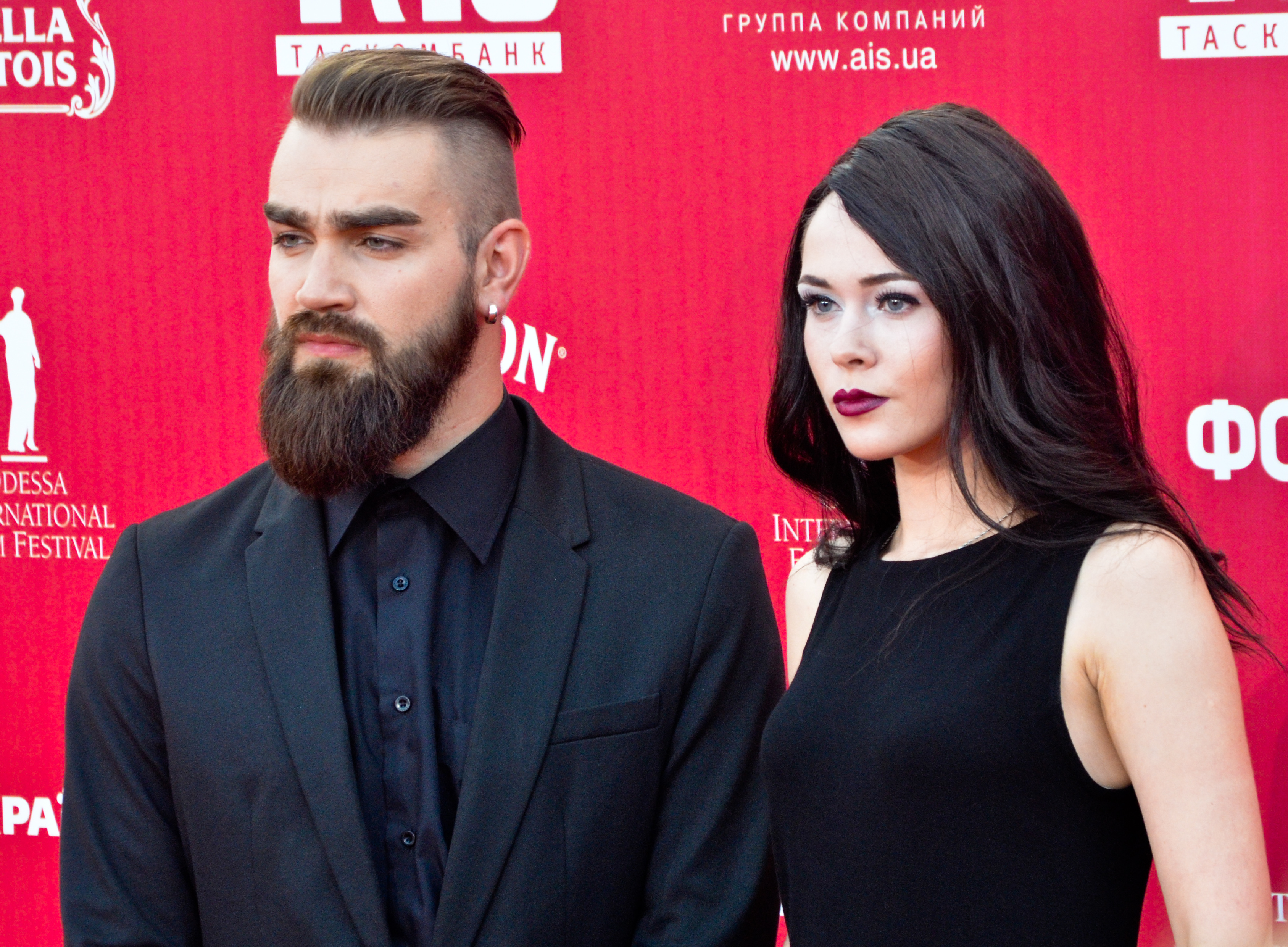
Валерий Бебко и Юлия Санина на Одесском международном кинофестивале, 2014 год

В сентябре 2011 года вместе с музыкальным продюсером Валерием Бебко создала поп-дуэт Val & Sanina. Было записано пробное видео и несколько песен, в том числе «Любовь настала» (слова Роберта Рождественского, музыка Раймонда Паулса).
Вскоре группа сменила имидж и название, музыканты добавили «тяжести» в звучание и стали петь на английском языке — так родилась группа The Hardkiss. Валерий и Юлия самостоятельно пишут музыку и тексты. Той же осенью группа выпустила несколько песен и сняла дебютный видеоклип на песню «Babylon». В конце октября 2011 года The Hardkiss выступили на разогреве у британской группы Hurts. До конца 2011 года группа выпустила ещё один клип под названием «Dance with me», который получил ротацию на ведущих украинских музыкальных каналах.
Уже в феврале 2012 года The Hardkiss подписала контракт с лейблом Sony BMG. Коллектив быстро обрёл популярность и череду наград у себя дома и за границей.
В декабре 2014 года Юлия начала публиковать на сайте YouTube видеоблоги про свою жизнь и закулисную работу группы The Hardkiss.

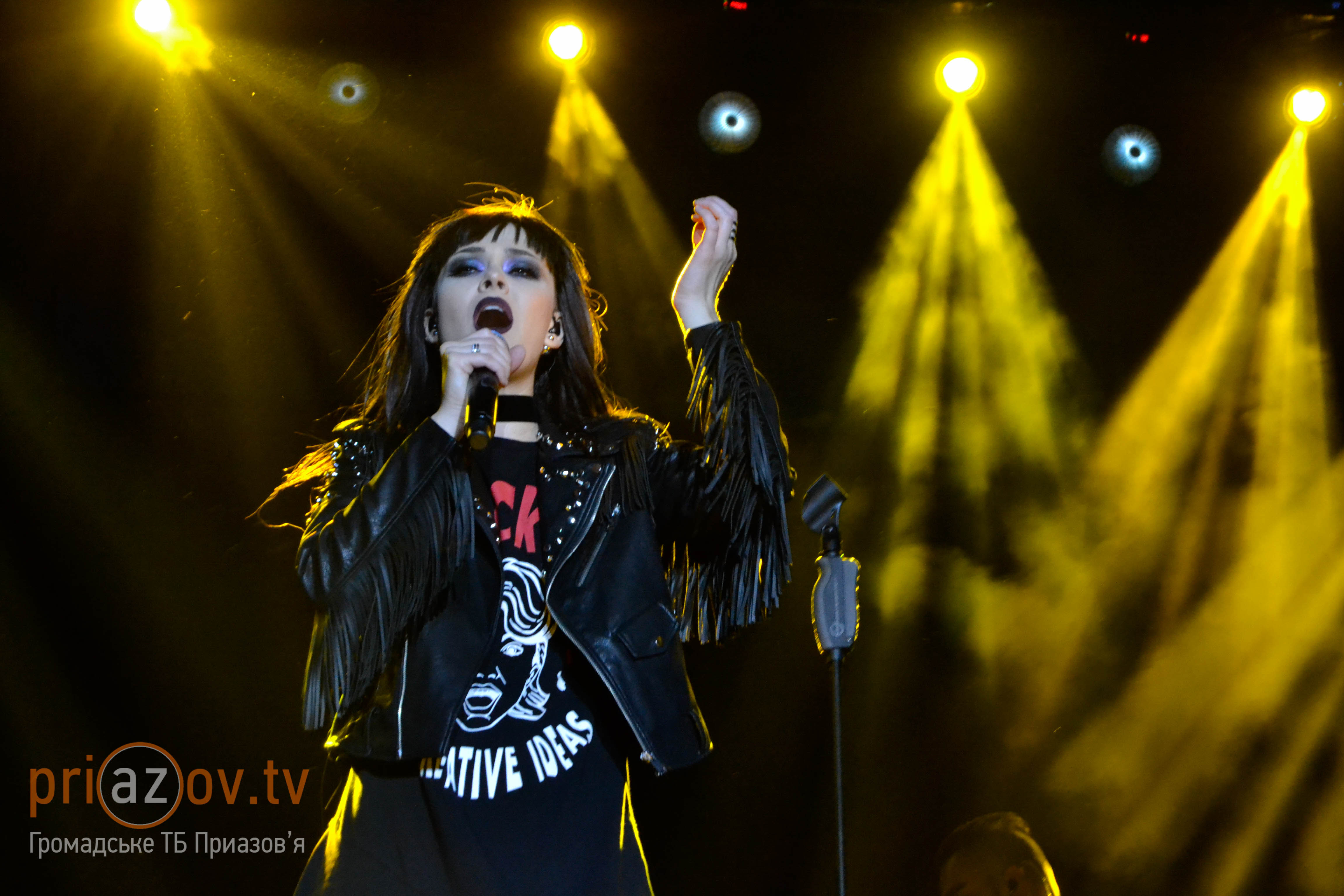
Санина на фестивале MRPL City 2017

В 2016 году стала членом жюри и наставником седьмого сезона «X-Фактор» на телеканале СТБ. Её подопечные из группы Detach стали суперфиналистами.
Озвучила Смурфетту в украинском дубляже мультфильма «Смурфики: Затерянная деревня» и королеву рок-музыки Барб в украинском дубляже мультфильма «Тролли: Мировой тур».
12 декабря 2019 года вышел совместный трек Юлии Саниной и Тины Кароль «Вільна». Песня стала официальным саундтреком фильма «Віддана».
В 2020 году приняла участие в шоу «Маскарад» на телеканале 1+1 в образе Дракоши. Осенью того же года приняла участие в проекте «Танцы со звёздами» в паре с Дмитрием Жуком, они заняли второе место.
В 2020 и 2021 году вошла в список 100 самых влиятельных женщин Украины по версии журнала «Фокус».
В 2021 году Юлия Санина стала амбассадором брендов Danone и Vodafone. 5 июля 2021 года Санина вместе с Тиной Кароль исполнили песню «Вільна» на музыкальном фестивале Atlas Weekend.

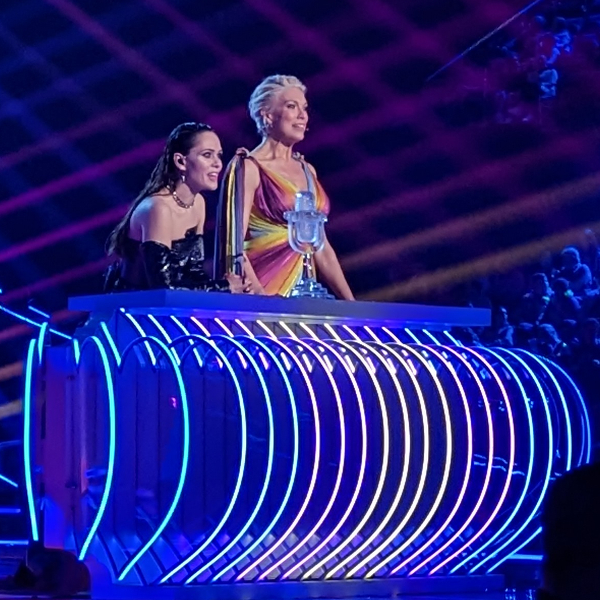
Юлия Санина и Ханна Уоддингем в качестве ведущих конкурса Евровидение-2023

12 апреля 2022 года украинские певицы Юлия Санина, Тина Кароль, Dorofeeva и Екатерина Павленко (Go A) совместно исполнили песни «Вільна» и «Червона калина», а также Юлия исполнила фрагмент композиции «Коханці» во время перерыва благотворительного футбольного матча «Match For Peace» в поддержку Украины между Динамо (Киев) и Легия (Варшава) на стадионе «Легии».
В 2023 году стала одной из ведущих песенного конкурса «Евровидение-2023» в Ливерпуле, вместе с Алишей Диксон и Ханной Уоддингем.

## Семья
Юлия замужем за Валерием Бебко, креативным продюсером и гитаристом группы The Hardkiss. Свои отношения пара скрывала на протяжении 5 лет (с 2009 года). Спустя полгода со дня знакомства Валерий Бебко сделал Юлии предложение, но затем ещё полтора года она проходила в невестах. Свадьба была оформлена в украинском аутентичном стиле.
21 ноября 2015 года у пары родился сын Даниил.

## Награды
- Дипломант фестиваля «Черноморские игры 1999»
- Победитель телевизионного конкурса «Крок до зірок 2001» (Шаг к звездам)
- Лауреат фестиваля «Христос в моем сердце»
- Лауреат ІІ премии Международного фестивалю «Мир молодых 2001» (Будапешт)
- Лауреат фестиваля «Ритмы джаза»
- Лауреат І премии Международного детского фестиваля «Славянский базарчик 2002»
- Дипломант детского джазового фестиваля им. Утёсова (Одесса, 2004)
- Лауреат детского джазового фестиваля «Атлант М» (2003, 2004)
- Финалист телевизионного конкурса «Хочу быть звездой» (2006)

## Стиль
Над имиджем группы, и в первую очередь самой Юлии, работают стилисты Слава Чайка и Виталий Дацюк, также группа сотрудничает с молодыми дизайнерами (Ivanova, Bekh, Надя Дзяк, Anouki Bicholla и др.). Юлия Санина увлекается творчеством дизайнеров Alexander MC Queen, Vivienne Westwood, Gareth Pugh, а обыденно одевается в одежду марок Diesel, H&M, Topshop.